# Documenta – Centar za suočavanje s prošlošću
Documenta – Centar za suočavanje s prošlošću (skraćeno: Documenta) je hrvatska nevladina organizacija za ljudska prava i međunarodno humanitarno pravo, osnovana 2004. godine u vezi s oružanim sukobima u bivšoj Jugoslaviji. Voditeljica Documente – centra za suočavanje s prošlošću je Vesna Teršelič.

## Programi
Documentu – Centar za suočavanje s prošlošću je 2004. godine osnovao Centar za mir, nenasilje i ljudska prava Osijek, Centar za mirovne studije, Građanski odbor za ljudska prava te Hrvatski helsinški odbor. Ključni je razlog ovoga nastojanja iskustvo prešućivanja i falsificiranja ratnih zločina i ostalih ratnih zbivanja od 1941. do 2000. koje je utjecalo na noviju prošlost, kako Jugoslaviije tako i post-jugoslavenskih društava.
Documenta – Centar za suočavanje s prošlošću sprovodi program tranzicione pravde usmjeren na žrtve s tri glavne komponente:
- Javni dijalog i javne politike
- Dokumentiranje
- Unaprijeđenje sudskih praksi i standarda[1]

## Inicijativa za REKOM
Documenta – Centar za suočavanje s prošlošću je zajedno s Fondom za humanitarno pravo i Istraživačko-dokumentacionim centrom jedan od inicijatora Inicijative za REKOM, koja do danas učestvuje u svim aktivnostima Koalicije za REKOM, kao i procesu izrade Statuta REKOM-a koji je ova organizacija zajedno s drugim članicama Koalicije ponudila vladama i parlamentima u regionu. 
Cilj Koalicije za REKOM je stvaranje klime u kojoj će sve države nastale na prostoru bivše SFR Jugoslavije formirati regionalnu komisiju koja će istražiti i dokumentovati činjenice o žrtvama rata na ovim prostorima, kao i okolnostima koje su dovele do nezapamćenih stradanja čije se posljedice i danas u postjugoslavenskim zemljama osjećaju. 
Voditeljica Documente – centra za suočavanje prošlošću Vesna Teršelič je od osnivanja Koalicije za REKOM bila članica Koordinacionog vijeća, a od 2014. je članica Regionalnog savjeta Koalicije za REKOM koja upravlja procesom nastanka REKOM-a.  

## Voditelji
| #  | fotografija | ime                       | mandat | mandat     | mandat |
| -- | ----------- | ------------------------- | ------ | ---------- | ------ |
| 1. |             | Vesna Teršelič (r. 1962.) | 2004.  | trenutačno |        |

## Vanjske poveznice
- Documenta – Centar za suočavanje s prošlošću  Arhivirana inačica izvorne stranice od 18. rujna 2020. (Wayback Machine)